# Aucellina Point
Der Aucellina Point ist eine Landspitze an der Südküste von Südgeorgien. Sie liegt 2,5 km südöstlich des Kap Rosa am Nordufer der Queen Maud Bay.
Das UK Antarctic Place-Names Committee benannte sie 1982 nach Muscheln der Gattung Aucellina, deren Fossilien in der Umgebung dieser Landspitze entdeckt worden waren.